# Parantica luzonensis
Parantica luzonensis är en fjärilsart som beskrevs av Felder 1863. Parantica luzonensis ingår i släktet Parantica och familjen praktfjärilar. Inga underarter finns listade i Catalogue of Life.